# Jędrzejów
Jędrzejów è un comune urbano-rurale polacco del distretto di Jędrzejów, nel voivodato della Santacroce.
Ricopre una superficie di 227,52 km² e nel 2004 contava 16 139 abitanti.